# Parafia Świętych Apostołów Piotra i Pawła w Łążynie
Parafia Świętych Apostołów Piotra i Pawła w Łążynie – parafia rzymskokatolicka, znajdująca się w diecezji włocławskiej, w dekanacie lubickim. 
Zabytkowy kościół parafialny pw. Świętych Apostołów Piotra i Pawła w Łążynie został wzniesiony w 1848 roku.
Od 2023 roku proboszczem parafii jest ks. kan. mgr lic. Roman Foksiński.